# Seleuc II Cal·linic

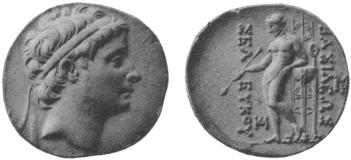
Moneda encunyada per Seleuc II, amb l'efígie del rei per una cara i d'Apol·lo per l'altra.

Seleuc II Cal·linic Pogó (grec antic: Σέλευκος ὁ Καλλίνικος ὁ Πώγων, 'Seleuc de Bella Victòria, el Barbut'), va ser un rei selèucida de l'any 246 aC al 225 aC.
Desheretat pel seu pare Antíoc II Teos el 250 aC en favor del fill de la seva segona dona Berenice, el 246 aC, va ser restablert en els seus drets. Per evitar un nou capgirament la seva mare Laodice va assassinar (enverinar) a Antíoc a Efes, i l'exèrcit va reconèixer a Seleuc II com a rei. El fill de Berenice també va morir assassinat a Antioquia per soldats lleials a Laodice, i després també ho va ser Berenice, que abans de morir va poder demanar ajut al seu germà Ptolemeu III Evèrgetes I d'Egipte, cosa que va originar la Tercera Guerra Síria. La mort de Berenice es va mantenir en secret.
Les hostilitats es van iniciar el 245 aC quan el governador de Xipre, germà de Ptolemeu III, va desembarcar a Selèucia de Piera, d'on van marxar contra Antioquia, que van ocupar. La flota egípcia va ocupar Solunt, a Cilícia. Els soldats egipcis van entrar a Síria sense trobar gairebé resistència i van arribar fins al sud de les muntanyes del Taure, i a l'est fins al riu Eufrates. No se sap perquè a finals d'any Ptolemeu III va tornar a Egipte, però és possible que fos en conèixer que Berenice era ja morta; tot i així els egipcis van mantenir l'ocupació de Síria. Mentrestant, Seleuc II es va assegurar la lleialtat de les ciutats gregues de l'Àsia Menor, especialment Esmirna, amb l'única excepció d'Efes, el governador de la qual es va declarar a favor de Ptolemeu. Seleuc va fer aliança amb el rei del Pont (la germana de Seleuc, Laodice, es va casar amb l'hereu del Pont Mitridates). Seleuc II va ordenar la construcció d'una flota per reconquerir Síria, Efes i Soló.
L'any 244 aC Seleuc II es va presentar a Síria on els governadors de les ciutats es van declarar a favor seu, i en va expulsar els egipcis en pocs mesos (entre la primavera i l'estiu); els egipcis però van conservar la Celesíria i Fenícia, així com la base de Selèucia de Piera, prop d'Antioquia (de la que era el port).
El 243 aC Seleuc va concedir al seu germà Antíoc Híerax el govern de les regions de l'Àsia Menor al nord del Taure. Antíoc es va comportar com a sobirà independent i va enfortir l'aliança amb el rei del Pont Ariobarzanes III, i va cercar també l'aliança dels gàlates.
La guerra es va acabar el 241 aC amb un tractat de pau pel qual Egipte va conservar Efes, Milet, Priene, Samos, Lebedos, el sud de Jònia, Cària, Lícia, Pamfília, Cilícia Occidental i Celesíria, així com els territoris que dominava a Tràcia (Abdera, Cípsela, Samotràcia, Sestos i el Quersonès).
L'any 236 aC Seleuc va decidir fer retornar al seu germà Antíoc a l'obediència i va envair els seus territoris iniciant-se l'anomenada «Guerra dels germans». La victòria de Híerax, gràcies als gàlates, a Ancira (235 aC), va obligar Seleuc II a retornar a Síria deixant l'Àsia Menor en poder del seu germà que es titulava Rei de Cilícia i Àsia Menor, i estava casat amb una filla del rei de Bitínia Zeiles (228 aC).
Seleuc va lluitar després contra els parts. No estan clars els resultats d'aquesta lluita, ja que algunes fonts indiquen que fins i tot va ser capturat pels parts que el van tenir presoner uns anys, mentre d'altres diuen que va establir la pau amb Arsaces I de Pàrtia que va reconèixer la seva sobirania.
El 230 aC el rei Àtal I de Pèrgam, que havia derrotat els gàlates, va atacar Antíoc Híerax, que era aliat d'aquests. Antíoc, després de la derrota gàlata, només tenia el suport egipci, poc significatiu. Després de tres campanyes victorioses d'Àtal, finalment Antíoc va haver de fugir i els seus dominis es van repartir entre pergàmides, egipcis, macedonis (Cària), gàlates i capadocis (227 aC). Llavors, el mateix any, Antíoc es va presentar a l'Alt Eufrates on pretenia crear-se un nou regne aprofitant que Seleuc II era a Hircània lluitant contra els parts, i que tenia el suport de la seva tia Estratonice (ex esposa de Demetri II de Macedònia) els agents de la qual van revoltar el nord de Síria a favor seu. Seleuc va retornar a Síria i va derrotar els rebels amb certa facilitat, i va fer matar Estratonice. Antíoc va fugir (segons uns cap Egipte o segon d'altres cap a Tràcia) i va morir poc després (potser l'any 227 aC) a mans d'uns lladres.
Seleuc II va morir el 225 aC a causa d'una caiguda de cavall i el va succeir el seu fill Alexandre, amb el nom de Seleuc III Ceraune.